# Yakuza 6: The Song of Life
Yakuza 6: The Song of Life (龍が如く6 命の詩。 Ryū ga Gotoku 6: Inochi no Uta?) es un videojuego de rol de acción desarrollado y distribuido por Sega, en exclusiva para la consola PlayStation 4. Es el séptimo título de la saga principal de videojuegos Yakuza. Fue lanzado inicialmente en Japón el 8 de diciembre de 2016, y posteriormente a nivel internacional el 17 de abril de 2018. El 25 de marzo de 2021 llegó al Xbox Game Pass y a Steam.

## Jugabilidad
Yakuza 6 es un videojuego de acción y aventura con elementos de rol, ambientado en un mundo abierto y jugado desde una perspectiva en tercera persona. Similar a anteriores títulos de la saga, el juego mezcla secciones de combate y exploración en un entorno con múltiples actividades para realizar. La historia se ambienta en las ciudades ficticias de Kamurocho y Onomichi, y está protagonizada por Kazuma Kiryu, personaje principal de la saga.

## Desarrollo
Yakuza 6 fue anunciado el 15 de septiembre de 2015 en el Tokyo Game Show durante la conferencia de Sony, como un videojuego exclusivo para la consola PlayStation 4 y con fecha de lanzamiento en Japón a finales de 2016. En ese momento, el creador de la saga Toshihiro Nagoshi, anunció que se revelarían más detalles sobre el mismo durante el resto del evento. Se informó que el reconocido actor y director Takeshi Kitano, interpretaría a un personaje dentro del juego. El videojuego también contaría con la presencia de luchadores profesionales de la New Japan Pro Wrestling, tales como Hiroshi Tanahashi, Hiroyoshi Tenzan, Kazuchika Okada, Satoshi Kojima, Tetsuya Naito y Toru Yano. También se incluirán a modo de minijuegos los títulos Virtua Fighter 5: Final Showdown, Puyo Puyo, Out Run, Super Hang-On, Space Harrier y Fantasy Zone.

## Recepción

### Crítica
Yakuza 6: The Song of Life recibió críticas generalmente positivas por parte de los analistas de videojuegos, consiguiendo una calificación promedio de 83 sobre 100 con base en 90 reseñas.